# Übertragungsplan
Ein Übertragungsplan (englisch transmission plan), früher auch Dämpfungsplan (Dpl, engl. loss plan) genannt, ist eine Vorgabe für einzuhaltende Dämpfungswerte von Übertragungsstrecken in der Nachrichtentechnik.

## Anwendung
Um eine gute Verständlichkeit der übermittelten Sprache zu erreichen, muss das Signal mit genügender Lautstärke beim Empfänger ankommen. Das bedeutet, dass bei Verbindungen zwischen beliebigen Teilnehmern im nationalen und ebenso im internationalen Verkehr die Bezugsdämpfung einen bestimmten Wert nicht überschreiten darf. Im Übertragungsplan ist die Aufteilung der zulässigen Gesamtbezugsdämpfung auf die einzelnen Abschnitte einer Verbindung festgelegt.
Diese Festlegungen umfassen analoge und digitale Übertragungsstrecken und solche, die aus analogen und digitalen Teilstrecken bestehen. Im Übertragungsplan werden alle Komponenten des entsprechenden Übertragungssystems betrachtet und die jeweils zulässigen Dämpfungen angegeben. Die Gesamtdämpfung wird von Telefonhörer zu Telefonhörer, also für die Strecke von der akustischen Seite des Mikrofons beim Sender zur akustischen Seite des Lautsprechers beim Empfänger, angegeben. Der Übertragungsplan dient den Telekommunikationsnetzbetreibern zur übertragungstechnischen Planung der einzelnen Netzkomponenten und deren Verbindungen.

## Aufgaben
Übertragungspläne erfüllen mehrere Aufgaben, z. B.:
- Festlegung von Maximalwerten und ggf. auch Minimalwerten für Dämpfungen verschiedener Leitungsabschnitte einer Nachrichtenverbindung.
- Daraus ergibt sich die Sicherstellung einer maximal zulässigen Gesamtdämpfung.
- Sicherstellung der Betriebsstabilität der einzelnen Leitungsabschnitte bei verschiedenen Betriebszuständen.
- Festlegung der Signalpegel im Netz damit Übersteuerungen und zu schwache Signale an den Übertragungssystemen vermieden werden.
- Daraus ergibt sich z. B. bei analogen Verbindungen, die Sicherstellung einer gleichmäßigen Lautstärke bei Telefonaten.
- Einhaltung der empfohlenen Vorgaben internationaler Gremien (Standardisierung) zur Sicherstellung der Qualität netzübergreifender Verbindungen.

## Beispiele für Übertragungspläne

Ehemaliger Übertragungsplan der Deutschen Bundespost

- „Dämpfungsplan 55“ der Deutschen Bundespost: Nationaler Dämpfungsplan für den Selbstwählferndienst der Deutschen Bundespost.[4] Der Dämpfungsplan 55 ist historisch. Er wurde 1955 eingeführt, später ergänzt und dann abgelöst. „Richtlinie 151 R 3 Dämpfungsplan 55“.
- „Übertragungsplan 80“ der Deutschen Bundespost: Dieser erweiterte Dämpfungsplan 55 wurde 1981 eingeführt. Er war nahezu identisch mit dem Dämpfungsplan 55. Die Dämpfungswerte wurden nun in dB statt in Neper angegeben.
- Die Richtlinie 1 TR 800 „Richtlinie für die übertragungstechnische Planung des öffentlichen Fernsprechnetzes der DBP – Übertragungsplan –“ ersetzte die bisherigen Übertragungspläne und wurde 1986 eingeführt. Es wurden viele Vorgaben übernommen, jedoch auch wesentliche Größen neu bestimmt und Werte für digitale Übertragungssysteme neu erfasst.[5]

## Standardisierung
Damit auch bei der Zusammenschaltung internationaler Netze und von Netzen unterschiedlicher Telekommunikationsnetzbetreiber die Übertragungsqualität gewährleistet ist, müssen die Netzbetreiber die Netzübergänge miteinander abstimmen. Dies geschieht mittels bilateraler Abkommen, die sich häufig auf Richtlinien internationaler Standardisierungsinstitutionen beziehen.
- ITU-T G.101 The transmission plan
- ITU-T G.121 Loudness ratings (LRs) of national Systems
- ETSI ES 202020 Speech Processing, Transmission and Quality Aspects (STQ); Harmonized Pan-European/North-American approach to loss and level planning for voice gateways to IP based networks